# Радосављевић (презиме)
Радосављевић је српско презиме, патроним настало од Радослав и Радосав. Може се односити на следеће особе:
- Александар Радосављевић (голман) (1982)
- Предраг Радосављевић (1963), фудбалер и тренер
- Лудовик Радосављевић (1989), рагбиста
- Сања Радосављевић, рукометашица